# Хайнрих IX (Бавария)
Вижте пояснителната страница за други личности с името Хайнрих IX.
Хайнрих Черния или Хайнрих IX (на немски: Heinrich IX, „der Schwarze“; * 1075; † 13 декември 1126,Равенсбург) е херцог на Бавария от 1120 до 1126 г.

## Живот
Произлиза от фамилята Велфи. Син е на Велф IV и Юдит Фландерска, дъщеря на граф Балдуин IV.
Хайнрих се жени между 1095 и 1100 г. за Вулфхилда Саксонска (* ок. 1075; † 29 декември 1126, Алтдорф), дъщеря на последния херцог на Саксония Магнус от род Билунги и София Унгарска.
След като брат му Велф V умира без наследници, той го последва през 1120 г. като херцог в Бавария.
Хайнрих Черния играе роля при избора на крал през 1125 г. Първо поддържал своя зет Фридрих II, херцог на Швабия, след това той променя мнението си и започва да поддържа Лотар, херцога на Саксония, който така е избран за римско-немски крал като Лотар III. Вероятно Лотар му е обещал да даде дъщеря си Гертруда за жена на неговия син Хайнрих Горди. През 1127 г. се състои сватбата.
След избора на Лотар през декември 1125 г. франкски и швабски поддръжници на Хоенщауфена Конрад го издигат за гегенкрал. Хайнрих Черния влиза като монах в манастир, където умира на 13 декември 1126 г. – вероятно, за да не тръгне против своя зет. Съпругата му Вулфхилд Саксонска умира скоро след него на 29 декември 1126 г.
Неговото допълнително име Черния („der Schwarze“) е доказано едва от 13 век.
- Хайнрих с Вулфхилд 
в Historia Welforum
- Документ на Хайнрих 
от 30 юли 1125

## Фамилия
Хайнрих IX и Вулфхилда Саксонска имат седем деца:
- Конрад Баварски († 17 март 1154), монах, Светия
- Хайнрих Горди († 20 октомври 1139)
- Юдит Баварска († 22 февруари 1130/31), омъжена от 1120 за Фридрих II, херцог на Швабия, майка на Фридрих Барбароса
- София Баварска († 1145), омъжена за херцог Бертхолд III (Церинген) († 1122) и за Леополд I Смели († 1129), маркграф на Щирия
- Матилда Баварска († 16 март 1183), омъжена I. ок. 1128 г. за маркграф Диполд IV фон Фобург († ок. 1128), II. от 1129 за граф Гебхард III фон Зулцбах († 1188)
- Велф VI († 15 декември 1191)
- Вулфхилд († сл. 1156/ сл. 8 май 1160), омъжена за граф Рудолф I фон Брегенц († 27/28 април 1160).